# Phelister rouzeti
Phelister rouzeti är en skalbaggsart som först beskrevs av Leon Fairmaire 1849.  Phelister rouzeti ingår i släktet Phelister och familjen stumpbaggar. Inga underarter finns listade i Catalogue of Life.